# Bầu cử ở Campuchia
Campuchia là một quốc gia độc đảng với Đảng Nhân dân Campuchia nắm quyền. Cơ quan lập pháp của Campuchia được lựa chọn thông qua một cuộc bầu cử quốc gia. Tổng tuyển cử được tổ chức năm năm một lần vào Chủ nhật thứ tư của tháng Bảy. Nghị viện Campuchia có hai viện. Quốc hội (រដ្ឋសភា Rôdthâsâphéa) có 125 thành viên, mỗi người được bầu với nhiệm kỳ 5 năm theo cơ chế đại diện tỷ lệ. Thượng viện (ព្រឹទ្ធសភា Prœ̆tthôsâphéa) có 62 thành viên, hầu hết được bầu gián tiếp.
Kể từ khi ký kết Hiệp định Hòa bình Paris năm 1991 chấm dứt nhiều thập kỷ nội chiến và bị nước ngoài chiếm đóng, và với việc loại bỏ lần cuối các nhóm nổi dậy vũ trang trong nước vào năm 1998, sáu cuộc bầu cử quốc gia đã diễn ra ở Campuchia. Cuộc bầu cử quốc gia đầu tiên do Cơ quan chuyển tiếp Liên Hợp Quốc tại Campuchia (UNTAC) tổ chức vào tháng 7 năm 1993, cuộc bầu cử cấp xã đầu tiên được tổ chức vào tháng 2 năm 2002 và Thượng viện Campuchia được quan chức hội đồng xã bầu chọn lần đầu tiên vào tháng 1 năm 2006.
Ba đảng chính trị chính đã thống trị nền chính trị Campuchia trong thập kỷ qua: Đảng Nhân dân Campuchia (CPP), Mặt trận Thống nhất vì một Campuchia Độc lập, Trung lập, Hòa bình và Hợp tác (FUNCINPEC) và gần đây hơn là Đảng Cứu quốc Campuchia (CNRP); đảng bị cấm vào năm 2017). Mặc dù CPP chiếm ưu thế trong cuộc bầu cử được tổ chức vào ngày 27 tháng 7 năm 2003, nhưng đảng này đã không giành được 2/3 đa số ghế theo quy định của hiến pháp để tự thành lập chính phủ. Một chính phủ mới được thành lập vào ngày 15 tháng 7 năm 2004, sau các cuộc đàm phán kéo dài giữa CPP và FUNCINPEC về việc thành lập chính phủ liên hiệp.
Đầu năm 2006, CPP tiếp tục củng cố quyền lực của mình bằng cách thông qua Nghị viện sửa đổi hiến pháp cho phép 50% cộng với một đa số trong Quốc hội thành lập chính phủ (thay vì đa số 2/3), do đó làm giảm sự phụ thuộc trong tương lai của nó vào FUNCINPEC hoặc một đối tác liên hiệp khác.

## Bầu cử (từ năm 1993)

### Tổng tuyển cử
- 2023
- 2018
- 2013
- 2008
- 2003
- 1998
- 1993

### Bầu cử cấp xã
- 2022
- 2017
- 2012
- 2007
- 2002

### Bầu cử thượng viện
- 2018
- 2012
- 2006